# Je veux manger ton pancréas
Pour film live-action, voir Je veux manger ton pancréas (film).
Autre
Je veux manger ton pancréas (君の膵臓をたべたい, Kimi no suizō o tabetai), abrégé KimiSui (キミスイ), est un roman japonais écrit par Yoru Sumino. Il est également connu sous son nom anglais I Want to Eat Your Pancreas. Initialement publié en ligne en 2014, le livre a été publié en version imprimée en 2015. Une adaptation en manga avait été lancée entre août 2016 et mai 2017,. Les versions françaises du roman et du manga sont publiés par Pika Édition depuis novembre 2019,.
Un film live-action est sorti en juillet 2017 sous le même titre,, et un film d'animation est projeté pour la première fois le 1er septembre 2018 au Japon,.

## Synopsis
Un jour, un lycéen trouve dans un hôpital le journal intime d'une de ses camarades de classe, nommée Sakura Yamauchi, où il y découvre qu'elle souffre d'une maladie du pancréas en phase terminale. Mis à part sa famille, il est le seul à connaître son état qu'elle a longtemps caché à l'école et promet à cette dernière de garder ce secret. Bien que les jours de Sakura soient comptés, le protagoniste décide d'apprendre à la connaître malgré leurs personnalités complètement opposées…

## Personnages
Haruki Shiga (志賀 春樹, Shiga Haruki)
Voix japonaise : Mahiro Takasugi (ja), voix française : Yoann Borg,
Le personnage principal de l'histoire. Il trouve un jour, à l'hôpital, le journal intime de Sakura, une de ses camarades de classe, "Ma maladie et moi" (共病文庫, Kyō yamai bunko). Étant introverti, il préférait ne pas avoir d'interactions avec les autres et se montrait même indifférent envers la maladie de Sakura. Mais grâce aux échanges avec elle, et après en avoir appris plus sur sa véritable personnalité, il commence à changer et à s'ouvrir au monde autour de lui. On apprend à la fin du roman qu'il se nomme Haruki Shiga (志賀春樹, Shiga Haruki).
Sakura Yamauchi (山内 桜良, Yamauchi Sakura)
Voix japonaise : Lynn, voix française : Emilie Aubertot,,
Une jeune fille joyeuse et expressive et une camarade de classe du protagoniste. À cause de sa maladie du pancréas, son espérance de vie n'était que d'un an quand elle a rencontré le protagoniste. Pour ne pas avoir de rancune sur son propre destin de malade, elle a préféré intituler son journal intime le « Journal de Cohabitation avec la Maladie » (共病文庫, Kyō yamai bunko) au lieu de « Journal de lutte contre la maladie » (闘病日記, Tōbyō nikki).
Kyoko (恭子, Kyōko)
Voix japonaise : Yukiyo Fujii,
La meilleure amie de Sakura. La relation entre Sakura et le protagoniste semble lui déplaire. Après la mort de Sakura, elle devient le premier ami de ce dernier.
Takahiro (隆弘)
Voix japonaise : Yūma Uchida (ja),
Il est le délégué de la classe et l'ex de Sakura. Il a des doutes sur la relation de cette dernière et du protagoniste.
Gamu-kun (ガム君)
Voix japonaise : Jun Fukushima (ja),
Un camarade de classe du protagoniste qui lui propose à chaque fois un chewing-gum. Il est devenu son ami lorsqu'il a décidé d'interagir avec les gens.
La mère du protagoniste (「僕」の母, “Boku” no haha)
Voix japonaise : Atsuko Tanaka,
Une mère attentionnée qui veille discrètement sur son fils.
Le père du protagoniste (「僕」の父, “Boku” no chichi)
Voix japonaise : Shin'ichirō Miki,
Un bon père humble qui entretient une relation ni bonne ni mauvaise avec son fils.
La mère de Sakura (桜良の母)
Voix japonaise : Emi Wakui (ja),
Une femme au grand cœur qui s'efforce de réaliser tous les souhaits de Sakura pour qu'elle soit heureuse depuis son diagnostic.

## Productions et supports

### Roman
Yoru Sumino avait initialement publié le roman en tant que websérie sur le site de publication Shōsetsuka ni narō en 2014, avant que Futabasha le republie avec les illustrations de loundraw le 19 juin 2015,,. Le 27 avril 2017, le roman est réédité sous un format bunko, l'équivalent japonais d'une édition de poche.
En Amérique du Nord, l'éditeur californien Seven Seas Entertainment a annoncé l'obtention des droits pour la version anglaise du roman le 15 mars 2018, et l'a publiée le 20 novembre de la même année,,. En octobre 2019, la maison d'édition Pika Édition a annoncé l'acquisition de la licence en français du roman sous le titre Je veux manger ton pancréas et l'a publié en novembre 2019,.
Une suite, intitulée Chichi to Tsuioku no Dareka ni (父と追憶の誰かに, litt. « À mon père et à quelqu'un dans mes souvenirs »), présente une histoire se déroulant après les événements de l'œuvre originale. Le roman est offert aux spectateurs du film d'animation, sorti le 1er septembre 2018. Il contient également une conversation entre Yoru Sumino et les seiyū des personnages principaux, Mahiro Takasugi et Lynn.

#### Liste des romans
| no | Japonais                   | Japonais                                                             | Français        | Français          |
| no | Date de sortie             | ISBN                                                                 | Date de sortie  | ISBN              |
| -- | -------------------------- | -------------------------------------------------------------------- | --------------- | ----------------- |
| 1  | 19 juin 2015 27 avril 2017 | 978-4-5752-3905-8 (format tankōbon) 978-4-5755-1994-5 (format bunko) | 6 novembre 2019 | 978-2-3763-2034-0 |

### Livre audio
Un livre audio a été publié en août 2016 par le service de distribution de livres audio FeBe (ja), aujourd'hui renommé en audiobook.jp. La durée de l'enregistrement est de 9 heures et 5 minutes.

#### Distribution
| Personnage              | Seiyū              |
| ----------------------- | ------------------ |
| Boku                    | Ken'ichi Suzumura  |
| Sakura Yamauchi         | Yui Horie          |
| Kyoko                   | Mariko Higashiuchi |
| Gamu-kun                | Daichi Marutaka    |
| Takahiro                | Daisuke Motohashi  |
| La mère du protagoniste | Nana Inōe          |
| La mère de Sakura       | Ayaka Fukuhara     |

### Manga
Dessinée par Idumi Kirihara, une adaptation manga a été prépubliée dans le magazine de seinen manga de Futabasha, le Monthly Action, entre le 25 août 2016 et le 25 mai 2017,,. Les chapitres de la série ont été compilés en deux volumes tankōbon,.
En mars 2018, Seven Seas Entertainment a également signalé son obtention des droits pour la version anglaise du manga et l'a publié en un volume double le 22 janvier 2019,,. En octobre 2019, la maison d'édition Pika Édition a annoncé l'acquisition de la série en français sous le titre Je veux manger ton pancréas et dont le premier volume est sorti en novembre 2019,.

#### Liste de volumes
| no | Japonais        | Japonais          | Français        | Français          |
| no | Date de sortie  | ISBN              | Date de sortie  | ISBN              |
| -- | --------------- | ----------------- | --------------- | ----------------- |
| 1  | 10 février 2017 | 978-4-575-84925-7 | 6 novembre 2019 | 978-2-8116-4991-3 |
| 2  | 20 juin 2017    | 978-4-575-84993-6 | 8 janvier 2020  | 978-2-8116-4993-7 |

### Adaptations cinématographiques

#### Film en prise de vues réelles
Un film en prise de vues réelles basé sur le roman avec les acteurs Takumi Kitamura et Minami Hamabe pour les rôles principaux est sorti au Japon le 28 juillet 2017,. Le single himawari du groupe Mr. Children a servi de chanson thème pour le long-métrage. Le film a également été présenté à l'étranger sous le titre Let Me Eat Your Pancreas, notamment à Singapour distribué par Golden Village à partir du 14 septembre 2017, en Corée du Sud pendant le Festival international du film de Busan en octobre 2017, et dans les salles de cinémas le 25 octobre 2017, en Malaisie le 5 octobre 2017 où il a été distribué par GSC Movies ; le long-métrage est également projeté dans les salles taïwanaises par Garage Play le 6 octobre 2017, et à Hong Kong et Macao par Intercontinental Film le 11 novembre 2017.

#### Film d'animation
Une adaptation en film anime a été annoncée en août 2017 via l'ouverture d'un site officiel et d'un compte Twitter accompagnée d'une bande-annoncée,,. Le film est écrit et réalisé par Shin'ichirō Ushijima et animé par Keiji Mita au Studio VOLN, avec une musique composée par Hiroko Sebu ; Yūichi Oka en est le character designer et sert également de directeur de l'animation en chef,. Yukako Ogawa est le directeur artistique et est assisté par Yoshito Watanabe. Les effets sonores sont produits par Noriko Izumo sous la direction de Jōji Hata. La photographie pour le film a été supervisée par Hiroshi Saitō et dirigée par Mayuko Koike. Koremi Kishi est le réalisateur du CG 3D et Yoshinori Horikawa est le color designer. Il est édité par Yumi Jingugi,. Ce long-métrage d'animation est distribué par Aniplex et est projeté dans les cinémas japonais le 1er septembre 2018,. En juin 2018, le site officiel a annoncé une avant-première qui a eu lieu le 24 juillet à Tokyo,. Le groupe sumika interprète la chanson thème, l'opening et l'insert song du film,,.
Lors de l'Anime Expo 2018, en juillet 2018, Aniplex of America a révélé que le film sortira aux États-Unis. Une avant-première a eu lieu le 21 octobre 2018 à l'Animation is Film Festival, à Los Angeles ; puis lors de l'Anime NYC 2018 (en), en novembre 2018, Aniplex of America a annoncé une collaboration avec Fathom Events (en) pour distribuer le film à partir du 7 février 2019 pour la version sous-titrée en anglais et le 10 février 2019 pour la version doublée en anglais.
Le distributeur australien Madman Entertainment a indiqué lors de la convention d'anime sydnéenne SMASH! (en) en juillet 2018 qu'il sortira le film en Australie, le présentant d'abord au Madman Anime Festival à Melbourne le 16 septembre 2018 ; une sortie générale a débuté le 18 octobre 2018. Le film a été présenté pour la première fois en Écosse au Scotland Loves Anime (en) le 14 octobre 2018 à Glasgow suivi d'une projection le 19 octobre à Édimbourg,.
Annoncé en août 2018, le distributeur Encore Films (en) diffusera le film à Singapour à partir du 3 janvier 2019 avec sous-titres anglais et chinois simplifié,. Encore Films a également indiqué en septembre 2018 que le film sortirait en Indonésie en collaboration avec Moxienotion ; le film sort dans les salles indonésiennes avec des sous-titres en anglais et en indonésien dès le 26 décembre 2018.
Kimi no suizō o tabetai est sorti en Corée du Sud depuis le 15 novembre 2018. Le film d'animation est également projeté en Chine depuis le 18 janvier 2019[réf. nécessaire]>. En Italie, des projections sont organisées du 21 au 23 janvier 2019. En Espagne, Selecta Visión (es) distribue le film depuis le 12 avril 2019. La société de distribution Art House prévoyait de sortir le long-métrage en France en l'annonçant en août 2019 sous le titre Je veux manger ton pancréas mais avec les multiples reports,, l'annulation de la sortie française du film a finalement été confirmée en février 2020 ; il a tout de même été projeté en avant-première dans différentes salles de cinéma françaises à l'occasion du festival Les Saisons Hanabi, le 15 mai. @Anime édite les Blu-ray/DVD du long métrage sorti en juin 2020.

##### Fiche technique
- Titre français : Je veux manger ton pancréas
- Titre original : Kimi no suizō o tabetai (君の膵臓をたべたい?)
- Titre international : I Want to Eat Your Pancreas
- Œuvre originale : Kimi no suizō o tabetai par Yoru Sumino (publié par Futabasha)
- Réalisation & Scénario : Shin'ichirō Ushijima
- Producteur : Keiji Mita
- Musique : Hiroko Sebu
- Chanson d'introduction : Fanfare (ja) du groupe sumika (en)
- Chanson thème : Shunkashūtō (ja) du groupe sumika
- Studio d'animation : Studio VOLN
- Société de production : Aniplex
- Pays :  Japon
- Langue : japonais
- Format : couleur
- Durée : 108 minutes
- Dates de sortie :
  -  Japon : 24 juillet 2018 (Avant-première)
1er septembre 2018 (Sortie nationale)
  -  Australie : 18 octobre 2018
  -  Corée du Sud : 15 novembre 2018
  -  Indonésie : 26 décembre 2018
  -  Singapour : 3 janvier 2019
  -  Chine : 18 janvier 2019
  -  Italie : 21 janvier 2019
  -  États-Unis : 7 février 2019
  -  Espagne : 12 avril 2019

## Accueil
En général, le roman est très apprécié de son public. En 2015, il est le 6e best-seller de 2015 en tant qu'œuvre littéraire sous format tankōbon selon une étude de Tohan (ja) et arrive 2d dans la catégorie des romans du classement BOOK OF THE YEAR en français : « Livre de l'année » du magazine Da Vinci. Il s'agit du meilleur livre selon un sondage auprès des bibliothécaires des lycées de la préfecture de Saitama en 2015.
Kimi no suizō o tabetai a terminé 2d au Grand prix des libraires de 2016 avec 327,5 points, ; il est également le 5e best-seller de 2016 et 1er en tant qu'œuvre littéraire selon Tohan ; tandis que Nippan le considère comme étant le 4e best-seller de l'année et 1er en tant qu'œuvre de fiction sous format tankōbon. En décembre 2016, KimiSui est lauréat dans la « division roman » de la « catégorie culture » des Search Awards de Yahoo! Japan,.
En août 2017, la vente du roman et des divers livres connexes a dépassé les 2 millions d'exemplaires imprimés,. En avril 2019, le roman figure à la première place d'une liste de romans d'amour de la librairie numérique BookLive! à la suite d'un questionnaire organisé pour ses lecteurs afin de trouver les meilleures œuvres de cette catégorie.
À la suite de l'avant-première du film d'animation qui s'est déroulée à Tokyo le 24 juillet, l'avis de Yoru Sumino était mitigé et l'a partagé sur Twitter où d'autres utilisateurs ont loué l'honnêteté du créateur : « Il y a de bonnes parties, mais honnêtement, il y a aussi des parties insatisfaisantes. » Les personnages restent tout de même attachants pour ce dernier, et qu'il est « heureux d'avoir écrit cette histoire »,. Sorti dans 169 salles, le film d'animation de la série a débuté à la 10e place du box-office japonais lors de son premier weekend et a rapporté 106 999 080 yens (environ 829 884 €) pour 87 206 billets vendus,. En octobre 2018, le film d'animation a remporté le prix de l'auditoire au Scotland Loves Anime 2018 (en).

### Sources
1. ↑  (ja) « キミスイ », sur Twitter (consulté le 16 mai 2018)
2. ↑  (ja) « 「セカチュー」に匹敵！ 2015年はネット発の純愛小説「キミスイ」ブームが来る！ », sur ddnavi.com,‎ 6 juillet 2015 (consulté le 16 mai 2018)
3. 1 2  (ja) « 本屋大賞2位の青春小説「君の膵臓をたべたい」を桐原いづみがマンガ化 », sur natalie.mu,‎ 25 août 2016 (consulté le 16 mai 2018)
4. 1 2  (ja) « 紺野あずれの新作ラブコメが月刊アクションで、創刊4周年の色紙プレゼントも », sur natalie.mu,‎ 25 mai 2017 (consulté le 16 mai 2018)
5. 1 2 3  « Je veux manger ton pancréas en manga et en roman chez Pika », sur manga-news.com, 25 octobre 2019 (consulté le 25 octobre 2019)
6. 1 2 3  « JE VEUX MANGER TON PANCRÉAS EN MANGA DANS LA COLLECTION PIKA SHÔNEN ET EN ROMAN CHEZ PIKA ROMAN : En librairie le 6 novembre 2019 », sur Pika Édition, 25 octobre 2019 (consulté le 25 octobre 2019)
7. 1 2  (ja) Tōhō, « 君の膵臓をたべたい » (version du 5 août 2017 sur Internet Archive) (consulté le 16 mai 2018)
8. 1 2  saku-powaa, « Le nouveau single Mr.Children pour le film Kimi no Suizou wo Tabetai », sur nautiljon.com, 25 mai 2017 (consulté le 16 mai 2018)
9. 1 2 3  (en) Karen Ressler, « Let Me Eat Your Pancreas Anime Film Reveals Main Cast, Staff, Trailer : Mahiro Takasugi, Lynn star in film opening September 1 », sur Anime News Network, 15 mars 2018 (consulté le 16 mai 2018)
10. 1 2  (ja) maidigitv, « 高杉真宙、劇場版アニメ「キミスイ」で声優初挑戦　ヒロインはLynn　映画「君の膵臓をたべたい」予告編が公開 », sur YouTube,‎ 15 mars 2018 (consulté le 16 mai 2018)
11. 1 2 3 4 5 6 7 8  (ja) « キャスト - Cast », sur Site officiel (consulté le 16 mai 2018)
12. 1 2  (ja) « 「君の膵臓をたべたい」声優初挑戦の高杉真宙が主演！桜良はLynn、予告編も », sur natalie.mu,‎ 16 mars 2018 (consulté le 16 mai 2018)
13. ↑  « Émilie Aubertot », sur www.nautiljon.com (consulté le 29 mars 2021)
14. 1 2 3 4 5 6  (en) Karen Ressler, « I Want to Eat Your Pancreas Film Reveals New Visual, Additional Cast : Yukiyo Fujii, Yūma Uchida, more join cast », sur Anime News Network, 8 juin 2018 (consulté le 9 juin 2018)
15. ↑  (ja) « 「君の膵臓をたべたい」予告＆本ポスター解禁、ヒロインの母役は和久井映見 », sur natalie.mu,‎ 16 juillet 2018 (consulté le 4 septembre 2018)
16. ↑  (ja) « 「僕」が見つけたクラスメイトの秘密の日記帳。涙が止まらない感動のデビュー作 », sur hon.bunshun.jp,‎ 11 novembre 2015 (consulté le 16 mai 2018)
17. 1 2 3  (en) Rafael Antonio Pineda, « Kimi no Suizō o Tabetai Coming-of-Age Novel Gets Anime Film in 2018 : Yoru Sumino launched novel online in 2014, before it inspired live-action film, manga », sur Anime News Network, 6 août 2017 (consulté le 16 mai 2018)
18. 1 2  (en) Karen Ressler, « Seven Seas Licenses I Want to Eat Your Pancreas Novel, Manga : Novel is inspiring anime film this September », sur Anime News Network, 15 mars 2018 (consulté le 16 mai 2018)
19. 1 2  (en) Joseph Luster, « Seven Seas Licenses "I Want to Eat Your Pancreas" Novel and Manga : The novel by Yoru Sumino kicks things off this November », sur Crunchyroll, 17 mars 2018 (consulté le 16 mai 2018)
20. 1 2  (en) « Seven Seas Delves Into Bittersweet Romance With License of I WANT TO EAT YOUR PANCREAS Novel and Manga », sur Seven Seas Entertainment, 15 mars 2018 (consulté le 16 mai 2018)
21. ↑  (ja) « 来場者特典「父と追憶の誰かに」書影公開！ », sur Site officiel,‎ 14 août 2018 (consulté le 5 septembre 2018)
22. ↑  (en) Rafael Antonio Pineda, « I Want to Eat Your Pancreas Novel Gets Sequel Novel as Theater Bonus : Chichi to Tsuioku no Dareka ni novel debuts with September 1 film », sur Anime News Network, 15 août 2018 (consulté le 5 septembre 2018)
23. ↑  (ja) « 君の膵臓をたべたい », sur audiobook.jp,‎ 29 juillet 2016 (consulté le 16 mai 2018)
24. ↑  (ja) « 鈴村健一＆堀江由衣主演で「君の膵臓をたべたい」オーディオブック化 », sur eiga.com,‎ 8 août 2016 (consulté le 16 mai 2018)
25. ↑  (ja) « 君の膵臓をたべたい », sur audiobook.jp (consulté le 16 mai 2018)
26. ↑  (ja) « 「君の膵臓を～」コミカライズ上巻、余命いくばくもない少女との交流 », sur natalie.mu,‎ 10 février 2017 (consulté le 16 mai 2018)
27. ↑  (ja) « 【6月20日付】本日発売の単行本リスト », sur natalie.mu,‎ 20 juin 2017 (consulté le 16 mai 2018)
28. ↑  (ja) « 主題歌 : 「himawari」Mr.Children (TOY'S FACTORY) », sur Site officiel (consulté le 16 mai 2018)
29. ↑  (en) « Let Me Eat Your Pancreas », sur Golden Village (consulté le 17 mai 2018)
30. ↑  (en) Rafael Antonio Pineda, « Mary and The Witch's Flower Lead Actress Hana Sugisaki Awarded at BIFF : Sugisaki wins Face of Asia award for up and coming Asian performers », sur Anime News Network, 14 octobre 2017 (consulté le 16 mai 2018)
31. ↑  (en) « ARCHIVES : Let Me Eat Your Pancreas », sur Festival international du film de Busan (consulté le 16 mai 2018)
32. ↑  (kr) « 너의 췌장을 먹고 싶어 (Let Me Eat Your Pancreas) », sur Conseil du film coréen,‎ 24 octobre 2017 (consulté le 17 mai 2018)
33. ↑  (en) GSC Movies, « Let Me Eat Your Pancreas - Official Trailer (In Cinemas 5 Oct) », sur YouTube, 20 septembre 2017 (consulté le 17 mai 2018)
34. ↑  (zh-Hant) 車庫娛樂, « 【我想吃掉你的胰臟】首支電影預告 10/6(五) 帶妳活下去 », sur YouTube,‎ 21 octobre 2017 (consulté le 17 mai 2018)
35. ↑  (zh-Hant) Intercontinental Film, « 【30秒TVC】《我想吃掉你的胰臟》 11月2日　淚中滿愛 », sur YouTube,‎ 24 octobre 2017 (consulté le 17 mai 2018)
36. ↑  (en) Kara Dennison, « Bittersweet Romance in New Anime Titled "I Want to Eat Your Pancreas" : Aniplex to release anime film adaptation of novel in 2018. », sur Crunchyroll, 7 août 2017 (consulté le 16 mai 2018)
37. ↑  Hinako-san, « Le roman Kimi no Suizou wo Tabetai adapté en anime ! », sur nautiljon.com, 7 août 2017 (consulté le 16 mai 2018)
38. ↑  (en) Mikikazu Komatsu, « "Kimi no Suizou wo Tabetai" Anime Film Announces Main Voice Cast, Staff, September 1 Release : Shinichiro Ushijima ("One-Punch Man" assistant director) makes his directorial debut at Studio VOLN », sur Crunchyroll, 16 mars 2018 (consulté le 16 mai 2018)
39. ↑  Nordvei, « Un nouveau teaser vidéo pour le film d'animation Kimi no Suizo wo Tabetai », sur nautiljon.com, 16 mars 2018 (consulté le 16 mai 2018)
40. ↑  (ja) « スタッフ - Staff », sur Site officiel (consulté le 16 mai 2018)
41. ↑  (ja) « 7/24完成披露試写会　開催決定！ », sur Site officiel,‎ 9 juin 2018 (consulté le 9 juin 2018)
42. ↑  (en) Rafael Antonio Pineda, « Let Me Eat Your Pancreas Anime Film's Teaser Reveals, Previews sumika Theme Song : Mahiro Takasugi, Lynn star in film opening on September 1 », sur Anime News Network, 7 mai 2018 (consulté le 16 mai 2018)
43. ↑  (ja) « 劇場アニメ「君の膵臓をたべたい」主題歌、劇中歌、OPはsumikaが担当 », sur natalie.mu,‎ 7 mai 2018 (consulté le 16 mai 2018)
44. ↑  (ja) « 主題歌 - Theme song », sur Site officiel (consulté le 16 mai 2018)
45. ↑  (en) Rafael Antonio Pineda, « Aniplex USA to Screen I Want to Eat Your Pancreas Anime Film in U.S. Theaters : English-subtitled trailer streamed for film based on Yoru Sumino's novel », sur Anime News Network, 5 juillet 2018 (consulté le 6 juillet 2018)
46. ↑  (en) Karen Ressler, « Mirai, I Want to Eat Your Pancreas, Okko's Inn, Modest Heroes Films to Premiere at L.A.'s Animation is Film Festival in October : Mamoru Hosoda to attend event », sur Anime News Network, 19 septembre 2018 (consulté le 24 décembre 2018)
47. ↑  (en) Karen Ressler, « I Want to Eat Your Pancreas Anime Film's Dub Cast Announced Ahead of February U.S. Theatrical Release : Robbie Daymond, Erika Harlacher star in drama film », sur Anime News Network, 16 novembre 2018 (consulté le 24 décembre 2018)
48. ↑  (en) Madman Entertainment (@Madman), « Exciting news! We've just acquired the touching new film 'I Want to Eat Your Pancreas'. », sur Twitter, 16 juillet 2018 (consulté le 24 décembre 2018)
49. ↑  (en) Madman Anime Festival (@MadFest), « Prepare your emotions for the Australian Premiere of the heartfelt and visually stunning masterpiece 'I Want to Eat Your Pancreas' at #MadFest Melbourne 2018! 🌸 », sur Twitter,‎ 16 août 2018 (consulté le 24 décembre 2018)
50. ↑  (en) [vidéo] « I Want To Eat Your Pancreas - Official Theatrical Trailer », sur YouTube, 3 octobre 2018 (consulté le 24 décembre 2018)
51. ↑  (en) Andrew Osmond, « Some Screenings Available for Glagow Scotland Loves Anime : Includes screenings of new cinema films penguin highway and I want to eat your pancreas », sur Anime News Network, 29 août 2018 (consulté le 24 décembre 2018)
52. ↑  (en) Andrew Osmond, « Edinburgh SLA Screenings Listed : Includes I want to eat your pancreas, Mirai, penguin highway, My Hero Academia film, Calamity of the Zombie Girl », sur Anime News Network, 11 septembre 2018 (consulté le 24 décembre 2018)
53. ↑  (en) Rafael Antonio Pineda, « Encore Films to Screen I Want to Eat Your Pancreas Anime Film in Singapore : Romantic drama film based on Yoru Sumino novel opens in Japan on September 1 », sur Anime News Network, 20 août 2018 (consulté le 20 août 2018)
54. ↑  (en) Rafael Antonio Pineda, « Encore Films Posts New Trailer for I Want to Eat Your Pancreas Film : Encore Films to screen film in Singapore on January 3 », sur Anime News Network, 20 décembre 2018 (consulté le 24 décembre 2018)
55. ↑  (en) Rafael Antonio Pineda, « I Want to Eat Your Pancreas Anime Film to Open in Indonesia : Film has tentative release date sometime between October, November », sur Anime News Network, 10 septembre 2018 (consulté le 24 décembre 2018)
56. ↑  (en) Encore Films Indonesia, « See how Haruki Shiga helps Sakura fulfills her bucket list as she suffers from a pancreatic terminal disease. #IWantToEatYourPancreas coming in cinemas 26 Dec. », sur Facebook, 10 décembre 2018 (consulté le 24 décembre 2018)
57. ↑  (kr) « 너의 췌장을 먹고 싶어 », sur Naver (consulté le 24 décembre 2018)
58. ↑  (it) « VOGLIO MANGIARE IL TUO PANCREAS, IL TRAILER ITALIANO DEL FILM [HD] », sur mymovies.it, 23 novembre 2018 (consulté le 24 décembre 2018)
59. ↑  (es) Cristina DPL, « Selecta Visión anuncia el estreno de Quiero comerme tu Páncreas : El manga Quiero comerme tu Páncreas (Let Me Eat Your Pancreas) ya se encuentra disponible », sur infoliteraria.com, 21 décembre 2018 (consulté le 24 décembre 2018)
60. ↑  Nordvei, « Léger report pour la sortie du film Je veux manger ton pancréas », sur nautiljon.com, 10 juin 2019 (consulté le 10 juin 2019)
61. ↑  « Un nouveau report de dernière minute pour je veux manger ton pancréas au cinéma », sur manga-news.com, 13 novembre 2019 (consulté le 13 novembre 2019)
62. ↑  Kieffrey, « Sortie nationale annulée pour le film Je veux manger ton pancréas », sur nautiljon.com, 13 février 2020 (consulté le 13 février 2020)
63. ↑  Dear Noctis, « Le festival de cinéma japonais Saisons Hanabi dans toute la France à partir du 15 mai 2019 : 6 films seront projetés dans de nombreuses salles dont "Je veux manger ton pancréas" en avant-première », sur nautiljon.com, 11 mai 2019 (consulté le 11 mai 2019)
64. ↑  « @Anime fait le point sur son planning », sur manga-news.com, 28 avril 2020 (consulté le 4 juillet 2020)
65. ↑  (ja) « 「２０１５年 年間ベストセラー」のご案内 : 【単行本・文芸書】 » [PDF], sur tohan.jp,‎ 1er décembre 2015 (consulté le 16 mai 2018)
66. ↑  (ja) « 圧倒的票数で又吉直樹『火花』が1位！『ONE PIECE』『進撃の巨人』を超えたマンガは？！ ダ･ヴィンチ「BOOK OF THE YEAR 2015」発表！ », sur ddnavi.com,‎ 3 décembre 2015 (consulté le 16 mai 2018)
67. ↑  (ja) « 県内高校司書有志　１位は「君の膵臓をたべたい」　／埼玉 », sur Mainichi Shinbun,‎ 20 février 2016 (consulté le 16 mai 2018)
68. ↑  (ja) « これまでの本屋大賞 » [« Le Grand prix des libraires jusqu'à présent »], sur Grand prix des libraires (consulté le 16 mai 2018)
69. ↑  (ja) « 本屋大賞に宮下奈都さん『羊と鋼の森』 », sur Sankei Shinbun,‎ 12 avril 2016 (consulté le 16 mai 2018)
70. ↑  (ja) « 「２０１６年 年間ベストセラー」のご案内 » [PDF], sur tohan.jp,‎ 1er décembre 2016 (consulté le 16 mai 2018)
71. ↑  (ja) « 2016年 年間ベストセラー » [PDF], sur nippan.co.jp,‎ 25 novembre 2016 (consulté le 16 mai 2018)
72. ↑  (ja) « りゅうちぇる、心霊写真の正体は“もののけ”「勘違いして寄ってきた」 », sur Oricon,‎ 7 décembre 2016 (consulté le 16 mai 2018)
73. ↑  (ja) « Yahoo!検索大賞2016 : 【カルチャーカテゴリー】・小説部門 », sur Search Awards (consulté le 16 mai 2018)
74. ↑  (ja) « 『君の膵臓をたべたい』　ヒットの背景に共感　小説２００万部、映画化　若者が支持 », sur Mainichi Shinbun,‎ 3 août 2017 (consulté le 16 mai 2018)
75. ↑  (ja) « 原作関連書籍発行部数200万部突破「君の膵臓をたべたい」2018年劇場アニメ化決定！ », sur Sankei Shinbun,‎ 7 août 2017 (consulté le 16 mai 2018)
76. ↑  (en) Lynzee Loveridge, « I Want to Eat Your Pancreas Tops BookLive Best Romance Novels List : your name., Socrates in Love, The Girl Who Leapt Through Time, more recommended », sur Anime News Network, 26 avril 2019 (consulté le 28 avril 2019)
77. ↑  (en) Jennifer Sherman, « I Want to Eat Your Pancreas Novel Author Shares Mixed Feelings on Anime Film », sur Anime News Network, 27 juillet 2018 (consulté le 27 juillet 2018)
78. ↑  (ja) 住野よる (@978404105206_8), « 膵臓アニメを見ました。 », sur Twitter,‎ 23 juillet 2018 (consulté le 30 juillet 2018)
79. ↑  (en) Rafael Antonio Pineda, « I Want to Eat Your Pancreas Anime Opens at #10, Gintama 2 Stays at #2 : Non Non Biyori, Prince of Tennis rank again in mini-theater ranking », sur Anime News Network, 4 septembre 2018 (consulté le 4 septembre 2018)
80. ↑  (en) Jennifer Sherman, « I Want to Eat Your Pancreas Anime Film Earns 100 Million Yen in Opening Weekend : Film ranked #10 at box office », sur Anime News Network, 4 septembre 2018 (consulté le 4 septembre 2018)
81. ↑  (en) Scotland Loves Anime (@lovesanimation), « The winner of the Scotland Loves Anime 2018 Audience Award is… I Want to Eat Your Pancreas », sur Twitter, 20 octobre 2018 (consulté le 24 décembre 2018)

### Œuvres
Édition japonaise
Roman
1. 1 2 3  (ja) « 君の膵臓をたべたい : 単行本 » [« Kimi no suizō o tabetai (format tankōbon) »], sur Futabasha (consulté le 16 mai 2018)
2. 1 2 3  (ja) « 君の膵臓をたべたい : 文庫 » [« Kimi no suizō o tabetai (format bunko) »], sur Futabasha (consulté le 16 mai 2018)

Manga
1. 1 2  (ja) « 君の膵臓をたべたい　上 », sur Futabasha (consulté le 16 mai 2018)
2. 1 2  (ja) « 君の膵臓をたべたい　下 », sur Futabasha (consulté le 16 mai 2018)

Édition française
Roman
1. 1 2  « Je veux manger ton pancréas », sur Pika Édition (consulté le 25 octobre 2019)

Manga
1. 1 2  « Je veux manger ton pancréas T01 », sur Pika Édition (consulté le 25 octobre 2019)
2. 1 2  « Je veux manger ton pancréas T02 », sur manga-news.com (consulté le 25 octobre 2019)